# Stokkseyri
Stokkseyri – miejscowość w południowo-zachodniej Islandii, położona nad Oceanem Atlantyckim około 11 km na południe od miasta Selfoss. Wchodzi w skład gminy Árborg, położonej w regionie Suðurland. Na początku 2018 roku zamieszkiwało ją 528 osób.
W miejscowości znajduje się skansen Þuríðarbúð prezentujący historyczną zabudowę rybacką.
W Stokkseyri urodził się islandzki skoczek narciarski, Jónas Ásgeirsson.

## Ludność Stokkseyri
| Rok   | Ludność |
| ----- | ------- |
| 1896: | 55      |
| 1900: | 83      |
| 1905: | 595     |
| 1920: | 742     |
| 1950: | 427     |
| 1970: | 392     |
| 1990: | 435     |
| 1997: | 847     |
| 2002: | 476     |
| 2003: | 465     |
| 2004: | 464     |